# Eupograpta
Eupograpta is een geslacht van spinnen uit de  familie van de Miturgidae (spoorspinnen).

## Soorten
- Eupograpta anhat Raven, 2009
- Eupograpta kottae Raven, 2009